# Goldbachia tetragona
Goldbachia tetragona är en korsblommig växtart som beskrevs av Carl Friedrich von Ledebour. Goldbachia tetragona ingår i släktet Goldbachia och familjen korsblommiga växter. Inga underarter finns listade i Catalogue of Life.